# Duhounkovití
Duhounkovití (Pseudomugilidae) je čeleď paprskoploutvých ryb z řádu gavúni (Atheriniformes). Duhounkovití pochází ze sladkých a brakických vod jižní Nové Guiney a severní a východní Austrálie. Čeleď zahrnuje tři rody: Kiunga, Pseudomugil a Scaturiginichthys. V některých systémech je uváděna jako podčeleď čeledi duhovkovití (Melanotaeniidae).

## Taxonomie
- rod Kiunga
  - Kiunga ballochi Allen, 1983 – duhounek Ballochův
  - Kiunga bleheri Allen, 2004 – duhounek Bleherův
- rod Pseudomugil
  - Pseudomugil connieae (Allen, 1981) – duhounek Conniinin
  - Pseudomugil cyanodorsalis Allen & Sarti, 1983 – duhounek modrohřbetý
  - Pseudomugil gertrudae Weber, 1911 – duhounek tečkoploutvý
  - Pseudomugil inconspicuus Roberts, 1978 – duhounek paramský
  - Pseudomugil ivantsoffi Allen & Renyaan, 1999 – duhounek Ivancovův
  - Pseudomugil majusculus Ivantsoff & Allen, 1984 – duhounek brakický
  - Pseudomugil mellis Allen & Ivantsoff, 1982 – duhounek peregijský
  - Pseudomugil novaeguineae Weber, 1907 – duhounek novoguinejský
  - Pseudomugil paludicola Allen & Moore, 1981 – duhounek potoční
  - Pseudomugil paskai Allen & Ivantsoff, 1986 – duhounek Paskův
  - Pseudomugil pellucidus Allen & Ivantsoff, 1998 – duhounek průsvitný
  - Pseudomugil reticulatus Allen & Ivantsoff, 1986 – duhounek tečkovaný
  - Pseudomugil signifer Kner, 1866 – duhounek malý
  - Pseudomugil tenellus Taylor, 1964 – duhounek drobný
- rod Scaturiginichthys
  - Scaturiginichthys vermeilipinnis Ivantsoff, Unmack, Saeed & Crowley, 1991 – duhounek aramacký